# 머니레인 엔터테인먼트
머니레인 엔터테인먼트(Money Rain Entertainment)는 힙합 그룹 스웨거의 멤버인 캐리 다이아몬드가 블록버스터 레코드를 나온 뒤 설립한 레이블이다.

## 멤버
- 스웨거 - 캐리 다이아몬드, 브라운 슈가